# Some Kind of Wonderful
Some Kind of Wonderful és una pel·lícula estatunidenca dirigida per Howard Deutch estrenada el 1987, protagonitzada per Eric Stoltz, Mary Stuart Masterson i Lea Thompson, qui va guanyar un premi Young Artist a la millor actriu jove de pel·lícula dramàtica. A la banda sonora van participar-hi The Jesus and Mary Chain, entre d'altres.

## Argument
Watts és una noia que està secretament enamorada del seu amic Keith, qui no veu en ella més que una amiga. Aquest està penjat d'Amanda, la noia guapa de l'institut, i finalment aconsegueix una cita amb ella. Però l'antic promès d'aquesta, en Hardy, que prové de la part rica de la ciutat, no la deixarà anar tan fàcilment.

## Repartiment
- Eric Stoltz: Keith Nelson
- Mary Stuart Masterson: Watts
- Lea Thompson: Amanda Jones
- Craig Sheffer: Hardy Jenns
- John Ashton: Cliff Nelson
- Elias Koteas: Skinhead
- Molly Hagan: Shayne
- Maddie Corman: Laura Nelson
- Jane Elliot: Carol Nelson
- Candace Cameron: Cindy Nelson

## Rebuda
Rotten Tomatoes dona a la pel·lícula un índex del 80% dels crítics basats en 35 ressenyes. Roger Ebert de Chicago Sun-Times va elogiar la pel·lícula, definint-la com interessant i entretinguda. Janet Maslin de The New York Times va declarar que Some Kind of Wonderful  és una "versió reciclada molt millorada de Pretty in Pink, ". Richard Schickel de Time, tanmateix, va criticar la pel·lícula per ser no real. L'actuació de Masterson va senyalada elogiosament per diversos crítics.